# Cautomus mirabilis
Cautomus mirabilis là một loài bọ cánh cứng trong họ Cerylonidae. Loài này được Oke miêu tả khoa học năm 1932.